# Morów
Morów est une localité polonaise située dans la voïvodie d'Opole et le powiat de Nysa.